# De Zaaier (jeugdbond)
De bond voor jonge arbeiders en arbeidsters in Nederland genaamd "De Zaaier" was de eerste jeugdorganisatie van de Sociaal-Democratische Arbeiderspartij (SDAP). De Zaaier werd opgericht in 1901 en bestond, met een korte onderbreking, tot 1938. Na een conflict over de koers van de bond sneed de SDAP in 1909 de banden met De Zaaier door en werd de bond de jeugdorganisatie van de Sociaal-Democratische Partij (SDP). Nadat de SDP haar naam veranderd had in Communistische Partij Holland (CPH), veranderde ook De Zaaier zijn naam in Communistische Jeugdbond (CJB). De naam De Zaaier bleef niettemin nog jarenlang in gebruik.

## Voorgeschiedenis
Op het zevende congres van de SDAP, dat plaatsvond op 7 en 8 april 1901 te Utrecht, werd het besluit genomen "aan het partijbestuur op te dragen het benoemen ener commissie, die tot taak zal hebben, overeenkomstig de resolutie van het Intern. Congres van Parijs 1900 aan de opvoeding en organisatie der jeugd met het oog op de antimilitaristische propaganda alle zorg te besteden". Dat "Intern. Congres van Parijs" was het vijfde congres van de Tweede Internationale. Op dat congres had Rosa Luxemburg gepleit voor het oprichten van nationale organisaties van jonge socialisten.
In Nederland was Henriette Roland Holst een van de belangrijkste pleitbezorgers. Zij werd lid van de voorbereidingscommissie, samen met onder anderen Ed. Polak (1880-1962), F.W.N. Hugenholtz (1868-1924) en Maurits Mendels (1868-1944).
De commissie ontwierp statuten voor een gemengde socialistische jeugdbeweging, die zich ten doel stelde:
- de verbetering van de materiële, geestelijke en zedelijke positie van de jeugd,
- het verschaffen van opheldering over het wezen van het antimilitarisme en
- het kweken van klassebewuste arbeiders.[2]

## Oprichting
De Bond voor jonge arbeiders en arbeidsters in Nederland genaamd "De Zaaier" werd op 10 mei 1901 opgericht. De naam, bedacht door Henriette Roland Holst, was waarschijnlijk geïnspireerd op het gebruik, dat Multatuli zo vaak van dit aan de Bijbel ontleende beeld maakte: Een Zaaier ging uit om te zaaien...
De eerste afdeling van De Zaaier was in Amsterdam. De 26 leden waren allen tussen de 15 en 17 jaar, alleen de voorzitter, Ed. Polak, was twintig. Na korte tijd ontstonden ook afdelingen in Enschede, Groningen, Veendam en Oude Pekela.

## Eerste jaren
Het antimilitarisme nam in de bond een centrale plaats in. De invloed van Henriette Roland Holst, die in 1903 een aantal lezingen over dit vraagstuk hield was hier belangrijk. De rol van het leger tijdens de spoorwegstakingen maakte het onderwerp zeer actueel. Uit de opstelling in deze zaak blijkt ook het onderscheid met de Socialistische Jongelieden Bond (SJB): voor De Zaaier was de leuze niet: de afschaffing van het leger, maar de democratisering ervan. Ook werd individuele dienstweigering afgewezen.

## Bekende leden
Enkele bekende leden van De Zaaier uit de beginperiode waren:
- Evert Kupers (1885-1965) – later onder andere voorzitter van het NVV en lid van de Tweede Kamer
- Roelof Stenhuis (1885-1963) – later onder andere voorzitter van het NVV en lid van de Eerste en Tweede Kamer
- Cornelis Woudenberg (1883-1954) – later onder andere vakbondsbestuurder, secretaris van de SDAP en de PvdA en lid van de Eerste Kamer
- Marinus van der Lubbe (1909-1934) – werd ter dood veroordeeld als brandstichter van het Duitse Rijksdaggebouw.

## Heroprichting in 1905
Na de tweede spoorwegstaking verloor de bond veel leden en verdween ook de landelijke organisatie tijdelijk. In 1905 werd De Zaaier heropgericht. Er sloten zich elf plaatselijke afdelingen aan en er werd besloten tot het uitgeven van een maandblad, dat De Zaaier ging heten. Henriette Roland Holst ging de redactie voeren. De oplage van het tijdschrift liep op tot 1500. In 1908 veranderde de naam in De Jonge Garde en werd David Wijnkoop redacteur.
Binnen de bond ontstond discussie over de vraag wat nu de belangrijkste activiteit van de bond zou moeten zijn: de strijd tegen het militarisme of de opvoeding van de jeugd (in socialistische zin). David Wijnkoop, die in de latere ontwikkeling van de bond een belangrijke rol zou gaan spelen, pleitte er aanvankelijk voor om ontwikkeling als belangrijkste taak van de bond te beschouwen, maar steunde toch (later) ook de roep om meer strijd en actie bij De Zaaier.

## Spanningen in de relatie met de SDAP
Terwijl vanuit de SDAP druk werd uitgeoefend op De Zaaier om zijn zelfstandigheid op te geven, bleef de bond een zelfstandige koers varen. En toen de SDAP aandrong op het invoeren van een leeftijdsgrens van 20 jaar, verzette de bond zich hiertegen. "De strijd over de leeftijdsgrens is (...) een bekend fenomeen in het generatieconflict daar het hier om de zelfstandigheid gaat. Een te lage leeftijdsgrens maakt deze tot een fictie."
De marxisten in de SDAP hadden zich sinds 1907 geschaard rondom het weekblad De Tribune. Wijnkoop behoorde tot de redactie. De zogenaamde 'Tribunisten' werden in 1909 op het congres van de SDAP in Deventer geroyeerd en vormden de Sociaal-Democratische Partij (SDP).
Nog lange tijd probeerde De Zaaier krampachtig een neutrale koers te varen, maar de weigering om te kiezen voor de SDAP was voor het partijbestuur reden om de banden met de jeugdorganisatie te verbreken. In 1911 zou de SDAP een nieuwe (geleide) jeugdorganisatie oprichten, de JO (Jongelieden-organisatie) der SDAP. Feitelijk werd De Zaaier nu de jeugdorganisatie van de SDP.
Door de scheuring liep het ledental sterk terug. Pas in het voorjaar van 1910 kwam de teruggang tot stand. De bond had in 1909 nog 16 afdelingen met 529 leden, maar in 1910 nog maar 12, met 258 leden. "Men kan niet anders dan er zich over verbazen, dat in die periode De Zaaier niet helemaal van het toneel verdween. Jaren worstelde de bond om alleen maar staande te blijven, hardnekkig vasthoudend aan de fictie der neutraliteit ten opzichte van de twee socialistische partijen."

## Eerste Wereldoorlog
Na het uitbreken van de Eerste Wereldoorlog was De Zaaier geslonken tot een groepje van niet meer dan honderd jongeren. Een eigen tijdschrift had de bond toen al enige tijd niet meer. Er werd nog wel gecolporteerd met het Vlaamse blad De Jonge Garde, maar door het uitbreken van de oorlog sloot de grens met België en raakte de bond verstoken van een blad. Tijdens de landelijke conferentie van 1914 werd daarom besloten weer een eigen blad uit te geven, de Jonge Socialist.
De leidende figuur in deze periode was Andries van Gool (1882-1919), die veel onder de schuilnaam 'Van Amstel' opereerde en zich onder andere inspande op het internationale vlak. Vanaf 1915 speelde ook Dirk Struik een belangrijke rol in de bond.
Het ledental ontwikkelde zich in de periode 1914-1920 als volgt:
| Jaar | Leden |
| ---- | ----- |
| 1914 | 120   |
| 1915 | 166   |
| 1916 | 100   |
| 1917 | 100   |
| 1918 | -     |
| 1919 | 144   |
| 1920 | 205   |

Terwijl het ledental van de SDP was gegroeid van ca. 2.200 in 1913 tot ruim 11.000 in 1917, bleef het aantal leden van De Zaaier nagenoeg constant. Ook het ledental van de bij de Socialistische Jeugdinternationale aangesloten organisaties groeide aanzienlijk: van 33.800 in 1915 tot 220.000 in 1918. Als oorzaken van de stagnatie van het ledental noemt Harmsen:
- het sektarische en dogmatische karakter van de beweging: andersdenkenden waren dwalenden en onnozelen;
- een bijzonder grote zelfingenomenheid: "Wij zijn geen klein scheurtroepje. Wij zijn de opbouwers van het nieuwe socialisme op de puinhopen der internationale";[11]
- de overmatige aandacht der autoriteiten: bij een wandeltocht ter viering van de Internationale Jeugddag in 1917 verschijnen 15 jongens en meisjes, maar in totaal 16 politieagenten;
- er is meer aandacht voor "zuiverheid in de leer" dan voor het scheppen van een beweging onder de jeugd;
- De Zaaier was geen jeugdbeweging: het was een politieke beweging, die geen aandacht had voor de specifieke problemen der jeugd;
- de bond was vroeg ontstaan: bij het uitbreken van de Eerste Wereldoorlog waren de sektarische en dogmatische instelling al een bondstraditie geworden.

## De Zaaier wordt communistisch
In navolging van de revolutionair-socialistische koers van de bond werd in 1919 de naam van de organisatie veranderd in Revolutionair Socialistische Jeugdbond. De aanduiding 'communistisch' werd toen nog als te controversieel beschouwd.
Maar in aansluiting op de verandering van de Sociaal-Democratische Partij in Communistische Partij Holland werd de naam op het congres van de bond op 23 mei 1920 te Utrecht toch veranderd in Communistische Jeugdbond (CJB). Men bleef nog wel jarenlang van De Zaaier spreken. Op dit Utrechtse congres besloot de bond zich ook bij de Communistische Jeugd Internationale aan te sluiten, en werd de naam van het bondsorgaan veranderd in De Jonge Kommunist.
Tot de activiteiten van de CJB behoorden het verspreiden van antimilitaristische propaganda, het organiseren van stakingen (inclusief de eerste Nederlandse scholierenstakingen) en de scholing van de leden. Onder dit laatste viel ook lichamelijke opvoeding.
De CJB was lid van de Communistische Jeugd Internationale en gaf een blad uit dat De Jonge Communist heette. In 1938 verdween de organisatie. Als opvolger kan het Algemeen Nederlands Jeugd Verbond (ANJV) aangemerkt worden. In de jaren tachtig werd de CJB heropgericht door de VCN, maar uiteindelijk verdween ook deze CJB. In 2003 werd te Amsterdam opnieuw een CJB opgericht: de Communistische Jongerenbeweging.

## Voetnoten
1. ↑  geciteerd bij Harmsen 1961, p. 53
2. ↑  Harmsen 1961, p. 53
3. ↑  Harmsen 1961, p. 55f
4. ↑  Harmsen 1961, p. 60
5. ↑  Over de geschiedenis van de Jonge Socialisten
6. ↑  Harmsen 1961, p. 63
7. ↑  Biografische informatie over Van Gool in het Biografisch Woordenboek van het Socialisme en de Arbeidersbeweging in Nederland; vgl. Harmsen 1961, p. 64 en p. 118-130. Harmsen gebruikt consequent de naam Van Amstel.
8. ↑  Harmsen 2001
9. ↑  Harmsen 1961, p. 123
10. ↑  Harmsen 1961, p. 124-132
11. ↑  De Jonge Socialist van 1916, geciteerd bij Harmsen 1961, p. 131
12. ↑  Harmsen 1961, p. 214f; in Harmsen 2001 worden als jaren van de naamswijziging resp. 1917 en 1918 genoemd.

Arbeiders Jeugd Centrale · De Arbeiderspers · Bond van Sociaal-Democratische Vrouwenclubs · De Centrale · Nederlands Verbond van Vakverenigingen · IVAO / Nivon · SDAP / PvdA · VARA · Het Volk / Het Vrije Volk · Voorwaarts · Vrij Nederland · De Zaaier